# Mabel Bianco
Mabel Bianco (Buenos Aires, 1941) és una metgessa feminista argentina. És Coordinadora de la Campanya Internacional Las Mujeres No Esperamos. Acabemos con la Violencia y el VIH. YA! (Les Dones No Esperem. Acabem amb la Violència i el VIH. JA!) i coordinadora del Grup Internacional de Dones i la Sida –IAWC-, a més també presideix la Coalició de Dones i Sida.
L'any 1989 va fundar la Fundació per a Estudi i Recerca de la Dona (FEIM), una ONG que desenvolupa recerques, incidència política, capacitació, i promou la igualtat i els drets de les dones a Argentina, Amèrica Llatina i el Carib i al món.

## Trajectòria
Va estudiar medicina a la Universitat del Salvador, un Màster en Salut Pública a la Universitat del Valle, a Colòmbia i l'especialitat en Epidemiologia i Estadística Mèdica a l'Escola d'Epidemiologia de la Universitat de Londres.
Va ser docent a l'Escola de Salut Pública de la Universitat de Buenos Aires. L'any 1980 va participar en la creació del Centre de recerques Epidemiològiques de l'Acadèmia Nacional de Medicina de l'Argentina i va ser Cap de recerques epidemiològiques fins a l'any 1984.
L'any 1983 va crear el Programa Dona, Salut i Desenvolupament en el Ministeri de Salut i Acció Social de la Nació. Va participar en les Conferències Internacionals de Població i Desenvolupament (1994) i de la Dona a Nairobi (1985) i Beijing (1995).
Durant el període 2000-2001 va ser directora del Programa Nacional de Sida del Ministeri de Salut de la Nació i Coordinadora del Projecte LUSIDA de prevenció i atenció del VIH /sida, desenvolupat pel Ministeri de Salut argentí amb el suport del BM.
És membre de xarxes sobre DDHH, igualtat de gènere i salut en l'àmbit nacional, regional i mundial. Membre electa del Grup Assessor Regional de la Societat Civil d'ONU DONES 2012/2016. L'any 2012 va crear el Comitè d'ONG per CSW d'Amèrica Llatina i el Carib que copresideix. Des de l'any 2013 integra el Grup Major de Dones, un dels 9 grups reconeguts en ONU de participació de la Societat Civil.
El juliol del 2016 va presentar l'experiència del Grup Major de Dones en el monitoratge de l'Agenda 2030. És fundadora i coordinadora de l'Observatori Argentí de Defensores de Drets de les Dones creat amb l'objectiu d'incloure la perspectiva de gènere en l'agenda del G20 Argentina del 2018 com a part del W20, el grup d'afinitat de dones i també va ser designada coordinadora local del Grup de Treball de Gènere del C20, el grup d'afinitat de la societat civil.

## Debat per la Interrupció Voluntària de l'Embaràs
El 12 d'abril del 2018 Mabel Bianco va participar en la segona jornada de debat per la legalització de l'Avortament a Argentina en el 2n. plenari de comissions del Congrés de la Nació manifestant la seva posició a favor de l'avortament declarant preferir parlar de coincidències, no de discordances. “Gràcies a aquesta discussió ens vam posar d'acord en la necessitat d'impartir educació sexual (va demanar que es faci en totes les províncies) i en el tema de salut reproductiva (cal facilitar més l'accés)”. “La dona que mor en un avortament clandestí deixa a una família en banda”. "Tots i totes volem que hi hagi menys avortaments”, “el que no compartim –va agregar– és com ho volem aconseguir i si volem evitar que hi hagi morts de dones”.

## Reconeixements
- 2019 Va ser distingida en la categoria "Lideratge" en la llista 100 Dones de la BBC.[20][21]
- 2017 “Premio Dona distingida”, atorgat pel Comitè d'ONG per la CSW -Comissió de la Condició Jurídica i Social de la Dona- de Nacions Unides[22][23][24][25]
- 2017 Reconeixement del Consell de la Magistratura de la Ciutat Autònoma de Buenos Aires per la seva extensa trajectòria darrere de la defensa dels drets de les dones[26][27]
- 2013 Premio Dignitat de la APDH i esment 8 de març 'Margarita Ponce' de la Unió de dones Argentines (UMA)[28][29][30][31]
- 2011 va ser reconeguda com una de les "cent persones compromeses amb les dones del món" per Women Deliver i va ser triada com una de les "150 dones que mouen el món", per la revista internacional Newsweek al costat de The Daily Beast[32]
- 2005 va rebre el Premi Nacional de Dones Destacades de la Salut, Categoria Social, del Ministeri de Salut i Medi ambient de la Nació[33]
- 1998 Premio Trèvol de Plata atorgat per la Roda Femenina del Rotary Club Internacional com a "Dona de l'Any de les Ciències[34]